# 美麗異鎧蝦
美麗異鎧蝦（学名：Allogalathea elegans）为鎧甲蝦科異鎧蝦屬下的一个种，分布自非洲南部至日本、臺灣等地。